# كيفن إميري
كيفن إميري (28 فبراير 1960 في المملكة المتحدة - ) (بالإنجليزية: Kevin Emery)‏ هو لاعب كريكت بريطاني. لعب مع نادي مقاطعة هامبشاير للكريكت ‏.

## وصلات خارجية
- كيفن إميري على موقع إي آس بي آن كريك إنفو (الإنجليزية)